# Pauline Oliveros
Pauline Oliveros (sinh ngày 30 tháng 5 năm 1932 tại Houston, Texas; mất ngày 25 tháng 11 năm 2016) là một nhà soạn nhạc và một nhạc công phong cầm, là một những nhân vật trung tâm của âm nhạc thử nghiệm và điện tử nghệ thuật thời hậu chiến.
Bà là thành viên sáng lập của San Francisco Tape Music Center vào thập niên 1960. Bà cũng dạy nhạc tại Đại họ Mills, Đại học California, San Diego (UCSD), nhạc viện Oberlin, và học viên bách khoa Rensselaer. Oliveros cũng viết một số sách và nghiên cứu các cách tập trung vào âm nhạc, bao gồm khái niệm "Deep Listening" và "sonic awareness".